# Empis yaroshenkoi
Empis yaroshenkoi är en tvåvingeart som beskrevs av Shamsev och Kustov 2008. Empis yaroshenkoi ingår i släktet Empis och familjen dansflugor. Inga underarter finns listade i Catalogue of Life.